# 22ste Oscaruitreiking
De 22ste Oscaruitreiking, waarbij prijzen worden uitgereikt aan de beste prestaties in films in 1949, vond plaats op 23 maart 1950 in het Pantages Theatre in Hollywood, Californië. De ceremonie werd gepresenteerd door Paul Douglas.
De grote winnaar van de 22ste Oscaruitreiking was The Heiress, met in totaal 8 nominaties en 4 Oscars.

## Winnaars

### Films
| Categorie          | Winnaar            | Regie         |
| ------------------ | ------------------ | ------------- |
| Beste Film         | All the King's Men | Robert Rossen |
| Beste Documentaire | Daybreak in Udi    | Terry Bishop  |

### Acteurs
| Categorie                  | Winnaar              | Film                |
| -------------------------- | -------------------- | ------------------- |
| Beste Mannelijke Hoofdrol  | Broderick Crawford   | All the King's Men  |
| Beste Vrouwelijke Hoofdrol | Olivia de Havilland  | The Heiress         |
| Beste Mannelijke Bijrol    | Dean Jagger          | Twelve O'Clock High |
| Beste Vrouwelijke Bijrol   | Mercedes McCambridge | All the King's Men  |

### Regie
| Categorie       | Winnaar              | Film                    |
| --------------- | -------------------- | ----------------------- |
| Beste Regisseur | Joseph L. Mankiewicz | A Letter to Three Wives |

### Scenario
| Categorie                | Winnaar              | Film                    |
| ------------------------ | -------------------- | ----------------------- |
| Beste Origineel Scenario | Robert Pirosh        | Battleground            |
| Beste Bewerkt Scenario   | Joseph L. Mankiewicz | A Letter to Three Wives |

### Speciale prijzen
| Categorie      | Winnaar                                                                        |  |
| -------------- | ------------------------------------------------------------------------------ |  |
| Honorary Award | Fietsendieven, Bobby Driscoll, Fred Astaire, Cecil B. DeMille en Jean Hersholt |  |